# Gouverneurs de la Marche
La province de la Marche a été le siège d'un gouvernement militaire sous l'Ancien Régime. Le gouverneur était assisté d'un lieutenant-général et, à partir de 1692, de deux lieutenants de roi, l'un pour la Haute Marche et l'autre pour la Basse Marche. La Combraille (Évaux) relevait du gouvernement d'Auvergne.
Les comtes de la Marche ont désigné des gouverneurs de la Marche jusqu'au début du XVIe siècle. Par la suite, les gouverneurs ont été nommés par le roi. L'un des premiers gouverneurs pour le roi est Jacques d'Albon de Saint-André, maréchal de France, nommé en 1547 et mort à la bataille de Dreux en 1562.
Gaspard de Schomberg, comte de Nanteuil, est gouverneur de la Marche après la mort de son beau-frère, Louis de Chasteignier de La Rocheposay, en 1595. Il meurt en 1599 et Henri IV donne le gouvernement de la Marche à son fils Henri, futur maréchal de France.
Les Foucault de Saint-Germain-Beaupré deviennent alors gouverneurs de la Marche, en la personne de Gabriel Foucault (mort en 1642), puis de son fils Henri, premier marquis de Saint-Germain-Beaupré ; ils conservent cette charge de père en fils de 1630 à 1752.